# Issor
 Issor  (Issòr en occitano, Izorra en euskera) es una población y comuna francesa, en la provincia y antiguo vizcondado de Bearne, en la región de Aquitania, hoy integrante del departamento de Pirineos Atlánticos, distrito de Oloron-Sainte-Marie y cantón de Aramits.

## Demografía
| 792 | 746 | 822 | 886 | 901 | 941 | 940 | 898 | 856 | 828 | 776 | 755 | 760 | 751 | 720 | 718 | 675 | 624 | 623 | 580 | 497 | 475 | 450 | 418 | 404 | 372 | 334 | 290 | 241 | 247 | 240 | 262 | 253 |
| Para los censos de 1962 a 1999 la población legal corresponde a la población sin duplicidades (Fuente: INSEE [Consultar]) |     |     |     |     |     |     |     |     |     |     |     |     |     |     |     |     |     |     |     |     |     |     |     |     |     |     |     |     |     |     |     |     |

## Economía
La economía esta principalmenta basada en la actividad es la agrícola y ganadera.